# I Threw It All Away
I Threw It All Away è un brano musicale composto da Bob Dylan e contenuto nel suo album del 1969 Nashville Skyline. La canzone venne pubblicata come primo singolo (lato B Drifter's Escape) estratto dall'album, e raggiunse la posizione numero 85 nella statunitense Billboard Hot 100, e la numero 30 nella britannica UK Singles Chart. È considerata una delle canzoni più celebri dell'album.

## Il brano
I Threw It All Away fu una delle prime canzoni composte per Nashville Skyline. Dylan fece ascoltare il brano a George Harrison e alla moglie Pattie nel novembre 1968, e Harrison rimase così impressionato da imparare la canzone a sua volta. Fu la seconda composizione ad essere incisa per Nashville Skyline, dopo To Be Alone with You, il 13 febbraio 1969.
Dylan canta di un amore che ha perso a causa della sua crudeltà e ira. Ci sono state alcune speculazioni per capire a chi si riferisse Dylan nella canzone. Molti hanno ipotizzato che la canzone potrebbe riguardare un certo numero di donne, tra cui Suze Rotolo, Edie Sedgwick e Joan Baez.
A differenza di molte altre canzoni scritte da Dylan circa la fine di una relazione, come per esempio Don't Think Twice, It's All Right, It Ain't Me Babe e One of Us Must Know (Sooner or Later); in questo pezzo Dylan si prende la responsabilità della fine del rapporto.

## Formazione
- Bob Dylan - chitarra, voce
- Kenneth A. Buttrey - batteria
- Charlie Daniels - basso
- Bob Wilson - organo

## Esecuzioni dal vivo
Dylan eseguì dal vivo I Threw It All Away per la prima volta durante il programma televisivo The Johnny Cash Show, in una puntata andata in onda il 7 giugno 1969. In seguito il brano fu suonato da Dylan e The Band al festival dell'isola di Wight il 31 agosto 1969 (esecuzione inclusa nella versione deluxe su 4 CD del box set The Bootleg Series Vol. 10 - Another Self Portrait 1969-1971, pubblicata nel 2013).
Dylan suonò I Threw It All Away nella primavera del 1976 durante una tappa del tour itinerante Rolling Thunder Revue. L'esecuzione del 16 maggio 1976 è stata inclusa nell'album dal vivo Hard Rain.  La versione della Rolling Thunder è differente sia come ritmo sia come testo.
Dopo alcune esecuzioni nel corso del tour del 1978, Dylan non suonò più la canzone fino al 1998 quando la riprese occasionalmente in qualche tappa del Never Ending Tour.

## Riconoscimenti
Nel 2005, in un sondaggio proposto dalla rivista Mojo, I Threw It All Away si classificò alla posizione numero 55 nella lista delle migliori canzoni di sempre di Bob Dylan. Nel 2002, Uncut indicò I Threw It All Away come la 34ª migliore canzone mai scritta da Bob Dylan.

## Cover
- Cher, nel 1969 sull'album 3614 Jackson Highway[7]
- The Beatles (George Harrison), durante le Let It Be Sessions. Nello stesso medley Harrison registrò anche una versione di Mama, You Been On My Mind.
- Elvis Costello, nel 1995 sull'album Kojak Variety'[7]
- Prairie Oyster, nel 2006 nell'album One Kiss
- Yo La Tengo, nel 1989 nell'album President Yo La Tengo
- Chris Cornell eseguì la canzone durante il suo "Acoustic Higher Truth World Tour" nel 2015